# Hans Shippe
Hans Shippe alias Asiaticus (geboren als Mojzes Grzyb am 11. Juli 1896 in Tarnów, Galizien, Österreich-Ungarn; gestorben am 30. November 1941 in Shandong, China) war ein deutscher bzw. galizischer Journalist und Ökonom.
Neben dem Pseudonym „Asiaticus“, das er in deutschen Periodika (wie Die Weltbühne und Die Neue Weltbühne u. a. m.) benutzte, schrieb Shippe auch unter anderen Namen: Heinz Grzyb, Heinz Möller (in Deutschland), Hans Shippe (in englischsprachigen Zeitungen) und Xibo (im Chinesischen) u. a. m. Shippe hielt sich lange im China vom Nordfeldzug über den Bürgerkrieg zwischen der Guomindang (der Nationalen Volkspartei) und der Kommunistische Partei Chinas bis zum Zweiten Japanisch-Chinesischen Krieg als Korrespondent auf und informierte vor allem westliche Leserschaft über die dortige politische Lage.

## Leben
Shippe wurde im Jahre 1896 als Sohn eines jüdischen Kaufmannes im galizischen Tarnów geboren. Von Jugend auf war er in der kommunistischen Bewegung politisch engagiert und wurde während des dreijährigen militärischen Dienstes in der österreichischen Armee als Kriegsgegner inhaftiert. Ab 1918 war er in Deutschland mit dem Namen „Heinz Möller“ als Journalist tätig und gehörte vom Gründungsparteitag der Jahreswende 1918/19 an zur KPD. Sein Leitartikel für das „Nordwestdeutsche Echo“, der sich auf den fünften Jahrestag der Oktoberrevolution am 7. November 1922 bezog, sorgte jedoch für seine Ausweisung aus Deutschland nach Sowjetrussland, in dem Shippe beim Exekutivkomitee der Kommunistischen Internationale (Komintern) als Sekretär der Delegation aus der KPD angestellt wurde. Im Herbst 1923 kehrte Shippe nach Deutschland zurück und schrieb seitdem etwa für die „Rote Fahne“, bevor er 1925 im Zusammenhang mit der von der Russischen Kommunistischen Partei erhobenen Anklage gegen die bisherige Führung der KPD, Heinrich Brandler und August Thalheimer, ebenfalls wie diese eine strenge Rüge erhielt. Nachdem ihm eine weitere Mitarbeit in der KPD verboten worden war, brach Shippe zum ersten Mal nach China auf.
Während dieses ersten Aufenthaltes in China (1925–27) erlebte Shippe hautnah die revolutionären Ereignisse der frühen Chinesischen Republik – etwa die antiimperialistische Bewegung des 30. Mai in Schanghai sowie den durch die Nationalregierung organisierten Nordfeldzug – und berichtete hierüber in verschiedenen Organen wie „People’s Tribune“, „China Correspondence“ und „Chinesische Korrespondenz“. Als studierter Philosoph und Nationalökonom setzte er sich eingehend mit Fragen der Geschichte und der ökonomischen Situation Chinas auseinander. In diesem Zeitraum begann er, seine Beiträge mit „Asiaticus“ zu zeichnen. Nach der Rückkehr nach Deutschland war er als Augenzeuge der chinesischen Revolution gefragt, und 1928 erschien in Wien und Berlin sein Buch „Von Kanton bis Schanghai 1926–27“. Diese Sammlung von Artikeln und Dokumenten, die er ebenfalls unter dem Pseudonym „Asiaticus“ veröffentlichte, wurde 1929 auch in Japan publiziert.
In Deutschland arbeitete Shippe als Chefredakteur für „Der Kämpfer“, ein Presseorgan der KPD, bis seine Kritik an der Parteiführung im Leitartikel am 29. September 1928 seine Entlassung und darüber hinaus seinen Ausschluss aus der Partei zur Folge hatte. Nach der Abspaltung der KPD 1929 trat Shippe in die neu entstandene KPD-Opposition ein und arbeitete als Redakteur von deren Presseorgan „Volksrecht“. Er publizierte jedoch nicht nur dort, sondern auch in „Arbeiterpolitik“ und „Gegen den Strom“ oder sogar in (links-)bürgerlichen Periodika wie „Wirtschaftsdienst“ und „Weltbühne“ eine Vielzahl chinabezogener Artikel.
Mitte des Jahres 1932 begab sich Shippe erneut nach Schanghai und schloss sich an die anderen „Schanghailänder“ an. Bis zu seinem Tod 1941 blieb er in China und berichtete zum einen für die linke bzw. revolutionäre Presse von der „Neuen Weltbühne“ über „Pacific Affairs“, „Voice of China“ und „China Today“ bis hin zu „Iswestija“ über dieses Land. Gleichzeitig formierte Shippe in Schanghai zusammen mit ausländischen und chinesischen Gleichgesinnten wie seiner Frau Gertrud Rosenberg, der österreichischen Journalistin Ruth Weiss, der amerikanischen Journalistin Agnes Smedley und dem deutsch-amerikanischen Soziologen und Sinologen Karl August Wittfogel u. a. m. einen Zirkel, in dem in Bezug auf die politischen und politökonomischen Probleme des China (gelegentlich heftige) Debatten geführt wurden.
Nach dem Ausbruch des Japanisch-Chinesischen Krieges vom 1937 unterstützte Shippe einerseits zusammen mit Rosenberg sowie den aus der nationalsozialistischen Herrschaft nach China eingewanderten deutschen und österreichischen Antifaschisten die KP Chinas, indem er etwa eine Funkverbindung der Shanghaier Leitung zur Neuen Vierten Armee aufrechtzuerhalten oder über Hongkong Medikamente zu beschaffen versuchte. Als Journalist reiste Shippe aber vor allem in Stützpunktgebiete des Widerstandes gegen Japan, um über den Kampf der KP-nahen Armeen Berichte zu erstatten. Im Frühjahr 1938 traf er Mao Zedong in Yan’an und kurz darauf auch Zhou Enlai. Er interviewte auch Liu Shaoqi und Chen Yi. Im September 1941 gelangte er nach Shandong zur Achten Marscharmee, die gerade japanischen Feldzügen gegenüberstand. Trotz der schwierigen militärischen Lage blieb Shippe bei der letzten Einheit der nun von japanischen Truppen umzingelten Armee. Bei diesem Kämpfen kam Shippe am 30. November desselben Jahres ums Leben.
Im Oktober 1989 wurde auf dem Märtyrerfriefhof in Linyi eine Statue von Hans Shippe enthüllt.

## Werke

### Artikelsammlungen
- Von Kanton bis Schanghai 1926–27, Wien/Berlin: Agis-Verlag 1928.
  - japanisch: Shigeo Beppu 別府重夫 (Übersetzer), Ajiachikusu アジアチクス: Kanton-kara Shanhai-e. Shina kakumei ki『廣東から上海へ――支那革命記』. Tokio: Ueno shoten 上野書店, 1929.
- Hans Shippe: Xībó wénjí 《希伯文集》. Shāndōng rénmín chūbǎnshè 山东人民出版社, 1986.

### Aufsätze (Auswahl)
- „Yen Hsi-Schan“. Die Weltbühne, Berlin, XXVI. Jahrgang, Nr. 44 vom 28. Oktober 1930, S. 644–647.
- „Das chinesische Rätsel“. Die Weltbühne, Berlin, XXVII. Jahrgang, Nr. 17 vom 28. April 1931, S. 603–606.
- „Manabendra Nath Roy“. Die Weltbühne, Berlin, XXVII. Jahrgang, Nr. 49 vom 8. Dezember 1931, S. 850–852.
- „In den Blutspuren der Kokuhonsha“. Die Weltbühne, Berlin, XXVIII. Jahrgang, Nr. 22 vom 31. Mai 1932, S. 810–813.
- „Vom sterbenden Völkerbund“. Die neue Weltbühne, Prag-Wien-Zürich, II. Jahrgang, Nr. 15 vom 13. April 1933, S. 458–461.
- „Die Roten in Szechuan“. Die neue Weltbühne, Prag-Zürich-Paris, Nr. 24 vom 13. Juni 1935, S. 753–758.
- „Der englische Imperialismus und die japanischen Angriffspläne im Fernen Osten“. Unsere Zeit, Paris-Basel-Prag, VIII. Jahrgang, Heft 6–7, Juli 1935, S. 10–14.
- „Zweites Mandschukuo“. Die neue Weltbühne, Prag-Zürich-Paris, Nr. 28 vom 11. Juli 1935, S. 870–874.
- „Japan und die Mongolei“. Die neue Weltbühne, Prag-Zürich-Paris, Nr. 16 vom 16. April 1936, S. 497–500.
- „Japan verschluckt China“. Die neue Weltbühne, Prag-Zürich-Paris, Nr. 41 vom 8. Oktober 1936, S. 1279–1281.
- „Hitler in Tokio“. Die neue Weltbühne, Prag-Zürich-Paris, Nr. 48 vom 26. November 1936, S. 1513–1515.
- „Japan und China“. Die Neue Weltbühne, Prag-Zürich-Paris, Nr. 8 vom 18. Februar 1937, S. 238–240.
- „Kreuzer Emden“. Die Neue Weltbühne, Prag-Zürich-Paris, Nr. 9 vom 25. Februar 1937, S. 271–272.
- „China im Abwehrkrieg“. Die Neue Weltbühne, Prag-Zürich-Paris, Nr. 35 vom 26. August 1937, S. 1092–1094.
- „England in Shanghai“. Die Neue Weltbühne, Prag-Zürich-Paris, Nr. 38 vom 16. September 1937, S. 1192–1195.
- „Wo Amerika greift ein?“. Die neue Weltbühne, Prag-Zürich-Paris, Nr. 43 vom 21. Oktober 1937, S. 1348–1351.